# Microphysis lansbergei
Microphysis lansbergei är en skalbaggsart som först beskrevs av Auguste Lameere 1903.  Microphysis lansbergei ingår i släktet Microphysis och familjen långhorningar. Inga underarter finns listade i Catalogue of Life.